# Boston Rugby Football Club
 (juillet 2025).
Motif : Aucune source secondaire ne permet de vérifier la notoriété de ce club amateur
- Archive Wikiwix
- Bing
- Cairn
- DuckDuckGo
- E. Universalis
- Gallica
- Google
- G. Books
- G. News
- G. Scholar
- Persée
- Qwant
- (zh) Baidu
- (ru) Yandex
- (wd) trouver des œuvres sur Wikidata

| 1. | Préciser le motif de la pose du bandeau. | Précisez le motif de la pose du bandeau en utilisant la syntaxe suivante : {{admissibilité à vérifier\|date=juillet 2025\|motif=remplacez ce texte par le motif}}                               |
| 2. | Informer les utilisateurs concernés.     | Pensez à avertir le créateur de l'article, par exemple, en insérant le code ci-dessous sur sa page de discussion : {{subst:avertissement admissibilité à vérifier\|Boston Rugby Football Club}} |

Maillots
Actualités
Le Boston R.C. est un club de rugby à XV des États-Unis participant à l'Atlantic Rugby Premiership, plus connu comme l'A.R.P..  Il est situé à Boston.

## Joueurs emblématiques
| - Gary Brackett - Rob Egerton - Len Eggleston - David Horton - Philip Lawler - Gerry McDonald - Mario Marsano - Boyd Morrison - Tim Moser - Manus O'Donnell - Mike Roberts - Frank Sykes | - Brian Swords - Kevin Swords - Mark Williams - Tom Vinick - Lin Walton - Mike Waterman - Jack Donnelly - Steve Goodkind - Bob Clark - Robard Williams - Murray Adair - Matias Carral | - Jim Yeganagi - Pat Malloy - Tom Kelleher - Joe Bartell - Tony Purpura - Roland Suniula - Kyle Marshall - John Quill - Marcos Flegmann - Liam Og' Murphy |